# كأس الأمم الإفريقية 1998
كانت بطولة كأس الأمم الإفريقية 1998 في بوركينا فاسو هي النسخة الحادية والعشرين من كأس الأمم الإفريقية، بطولة كرة القدم الوطنية لإفريقيا، التي يديرها الاتحاد الإفريقي لكرة القدم. تمامًا كما في عام 1996، تم تقسيم مجال ستة عشر فريقًا إلى أربع مجموعات من أربعة. فازت مصر ببطولة كأس الأمم الإفريقية الرابعة، بفوزها على جنوب إفريقيا في النهائي 2–0.

## التأهل
بدأت التصفيات المؤهلة في 11 أغسطس 1996 وانتهت 27 يوليو 1997. تم حظر نيجيريا من دخول تصفيات كأس الأمم الإفريقية 1998 بسبب الانسحاب من كأس 1996 بعد أن تأهلت بالفعل للنهائيات، في حين تم حظر النيجر وغامبيا وغينيا بيساو وليسوتو ومدغشقر للانسحاب أثناء التأهل لكأس 1996.

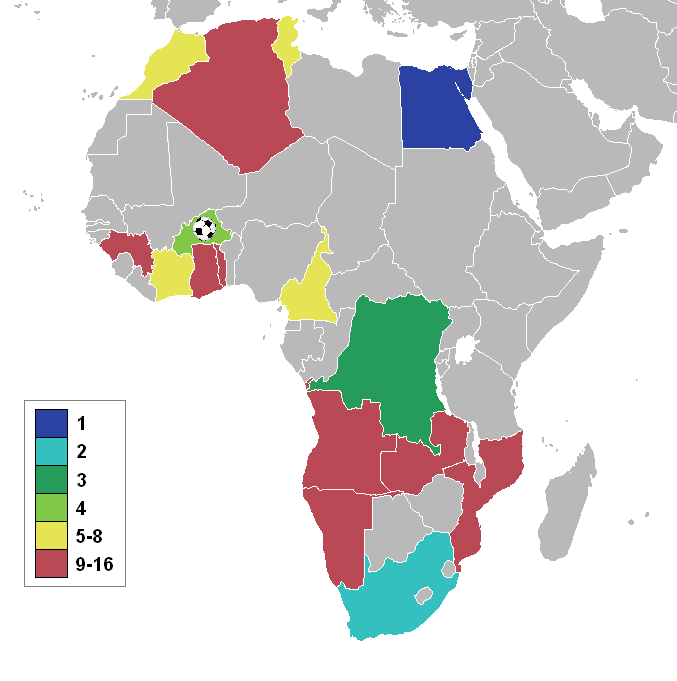
الدول المشاركة

| الفريق                      | الظهور     | الأخير | أفضل أداء                      |
| --------------------------- | ---------- | ------ | ------------------------------ |
| أنغولا                      | الثاني     | 1996   | مرحلة المجموعات (1996)         |
| الجزائر                     | العاشر     | 1996   | البطل (1990)                   |
| الكاميرون                   | العاشر     | 1996   | البطل (1984، 1988)             |
| جمهورية الكونغو الديمقراطية | الحادي عشر | 1996   | البطل (1968، 1974)             |
| المغرب                      | الثامن     | 1992   | البطل (1976)                   |
| بوركينا فاسو                | الثالث     | 1996   | مرحلة المجموعات (1978، 1996)   |
| توغو                        | الثالث     | 1984   | مرحلة المجموعات (1972، 1984)   |
| تونس                        | الثامن     | 1996   | الوصيف (1965، 1996)            |
| جنوب إفريقيا                | الثاني     | 1996   | البطل (1996)                   |
| زامبيا                      | التاسع     | 1996   | الوصيف (1974، 1994)            |
| ساحل العاج                  | الثالث عشر | 1996   | البطل (1992)                   |
| غانا                        | الثاني عشر | 1996   | البطل (1963، 1965، 1978، 1982) |
| غينيا                       | السادس     | 1994   | الوصيف (1976)                  |
| مصر                         | السادس عشر | 1996   | البطل (1957، 1959، 1986)       |
| موزمبيق                     | الثالث     | 1996   | مرحلة المجموعات (1986، 1996)   |
| ناميبيا                     | الأول      | غ/م    | في أول ظهور له                 |

## الأماكن
| بوبوديولاسو   | واغادوغو                                                    |                                                             |
| ------------- | ----------------------------------------------------------- | ----------------------------------------------------------- |
| الملعب البلدي | ملعب 4 أغسطس                                                |                                                             |
| السعة: 40,000 | السعة: 40,000                                               |                                                             |
|               |                                                             |                                                             |
| واغادوغو      | واغادوغو بوبوديولاسوكأس الأمم الإفريقية 1998 (بوركينا فاسو) | واغادوغو بوبوديولاسوكأس الأمم الإفريقية 1998 (بوركينا فاسو) |
| الملعب البلدي | واغادوغو بوبوديولاسوكأس الأمم الإفريقية 1998 (بوركينا فاسو) | واغادوغو بوبوديولاسوكأس الأمم الإفريقية 1998 (بوركينا فاسو) |
| السعة: 30,000 | واغادوغو بوبوديولاسوكأس الأمم الإفريقية 1998 (بوركينا فاسو) | واغادوغو بوبوديولاسوكأس الأمم الإفريقية 1998 (بوركينا فاسو) |
|               | واغادوغو بوبوديولاسوكأس الأمم الإفريقية 1998 (بوركينا فاسو) | واغادوغو بوبوديولاسوكأس الأمم الإفريقية 1998 (بوركينا فاسو) |

## مرحلة المجموعات
تقدم الفائزون والوصيف في كل مجموعة إلى ربع النهائي.
جميع أوقات المباريات محلية، بتوقيت غرينيتش (ت ع م±0).

### المجموعة ألف
| م | الفريق       | لعب | ف | ت | خ | أ.له | أ.ع | أ.ف | نقاط | التأهل                      |
| - | ------------ | --- | - | - | - | ---- | --- | --- | ---- | --------------------------- |
| 1 | الكاميرون    | 3   | 2 | 1 | 0 | 5    | 3   | +2  | 7    | تقدم إلى مرحلة خروج المغلوب |
| 2 | بوركينا فاسو | 3   | 2 | 0 | 1 | 3    | 2   | +1  | 6    | تقدم إلى مرحلة خروج المغلوب |
| 3 | غينيا        | 3   | 1 | 1 | 1 | 3    | 3   | 0   | 4    |                             |
| 4 | الجزائر      | 3   | 0 | 0 | 3 | 2    | 5   | −3  | 0    |                             |

| بوركينا فاسو | 0–1   | الكاميرون   |
| ------------ | ----- | ----------- |
|              | تقرير | - تشامي 20' |

| الجزائر | 0–1   | غينيا        |
| ------- | ----- | ------------ |
|         | تقرير | - أولاري 19' |

| الكاميرون             | 2–2   | غينيا             |
| --------------------- | ----- | ----------------- |
| - تشامي 9' - وومي 44' | تقرير | - أولاري 46'، 77' |

| بوركينا فاسو                          | 2–1   | الجزائر           |
| ------------------------------------- | ----- | ----------------- |
| - ك. ويدراوغو 65' (ركل.) - تراوري 77' | تقرير | - صايب 82' (ركل.) |

| بوركينا فاسو | 1–0   | غينيا |
| ------------ | ----- | ----- |
| - كامبو 85'  | تقرير |       |

| الكاميرون             | 2–1   | الجزائر     |
| --------------------- | ----- | ----------- |
| - جوب 47' - تشامي 65' | تقرير | - دزيري 40' |

### المجموعة باء
| م | الفريق                      | لعب | ف | ت | خ | أ.له | أ.ع | أ.ف | نقاط | التأهل                      |
| - | --------------------------- | --- | - | - | - | ---- | --- | --- | ---- | --------------------------- |
| 1 | تونس                        | 3   | 2 | 0 | 1 | 5    | 4   | +1  | 6    | تقدم إلى مرحلة خروج المغلوب |
| 2 | جمهورية الكونغو الديمقراطية | 3   | 2 | 0 | 1 | 4    | 3   | +1  | 6    | تقدم إلى مرحلة خروج المغلوب |
| 3 | غانا                        | 3   | 1 | 0 | 2 | 3    | 3   | 0   | 3    |                             |
| 4 | توغو                        | 3   | 1 | 0 | 2 | 4    | 6   | −2  | 3    |                             |

| جمهورية الكونغو الديمقراطية       | 2–1   | توغو          |
| --------------------------------- | ----- | ------------- |
| - تونديلوا 57' (ركل.)، 73' (ركل.) | تقرير | - تشانغاي 90' |

| غانا                    | 2–0   | تونس |
| ----------------------- | ----- | ---- |
| - نياركو 8' - غارغو 90' | تقرير |      |

| تونس                            | 2–1   | جمهورية الكونغو الديمقراطية |
| ------------------------------- | ----- | --------------------------- |
| - بن سليمان 31' - التلمساني 76' | تقرير | - كيموتو 36'                |

| توغو                   | 2–1   | غانا                |
| ---------------------- | ----- | ------------------- |
| - دوتيه 26' - قادر 90' | تقرير | - جونسون 83' (ركل.) |

| جمهورية الكونغو الديمقراطية | 1–0   | غانا |
| --------------------------- | ----- | ---- |
| - كيسومبي 77'               | تقرير |      |

| تونس                                         | 3–1   | توغو                |
| -------------------------------------------- | ----- | ------------------- |
| - التلمساني 9' - بن سليمان 12' - القابسي 80' | تقرير | - أسينيون 4' (ركل.) |

### المجموعة جيم
| م | الفريق       | لعب | ف | ت | خ | أ.له | أ.ع | أ.ف | نقاط | التأهل                      |
| - | ------------ | --- | - | - | - | ---- | --- | --- | ---- | --------------------------- |
| 1 | ساحل العاج   | 3   | 2 | 1 | 0 | 10   | 6   | +4  | 7    | تقدم إلى مرحلة خروج المغلوب |
| 2 | جنوب إفريقيا | 3   | 1 | 2 | 0 | 5    | 2   | +3  | 5    | تقدم إلى مرحلة خروج المغلوب |
| 3 | أنغولا       | 3   | 0 | 2 | 1 | 5    | 8   | −3  | 2    |                             |
| 4 | ناميبيا      | 3   | 0 | 1 | 2 | 7    | 11  | −4  | 1    |                             |

| جنوب إفريقيا | 0–0   | أنغولا |
| ------------ | ----- | ------ |
|              | تقرير |        |

| ساحل العاج                                   | 4–3   | ناميبيا                        |
| -------------------------------------------- | ----- | ------------------------------ |
| - تييهي 2'، 39' - باكايوكو 34' - دياباتي 83' | تقرير | - شيفوتي 46'، 73' - مانيتي 70' |

| ساحل العاج   | 1–1   | جنوب إفريقيا        |
| ------------ | ----- | ------------------- |
| - واتارا 88' | تقرير | - مكاليلي 8' (ركل.) |

| أنغولا                                                   | 3–3   | ناميبيا                         |
| -------------------------------------------------------- | ----- | ------------------------------- |
| - لازارو 46' - باولو سيلفا 67' (ركل.) - ميغيل بيريرا 86' | تقرير | - أوري كوب 20'، 51' - ناوسب 33' |

| ساحل العاج                                            | 5–2   | أنغولا                            |
| ----------------------------------------------------- | ----- | --------------------------------- |
| - غويل 8'، 23' - تييهي 43'، 81' (ركل.) - باكايوكو 56' | تقرير | - باولو سيلفا 27' - كوينزينيو 52' |

| جنوب إفريقيا                | 4–1   | ناميبيا      |
| --------------------------- | ----- | ------------ |
| - ماكارثي 8'، 11'، 19'، 21' | تقرير | - أوتوني 68' |

### المجموعة دال
| م | الفريق  | لعب | ف | ت | خ | أ.له | أ.ع | أ.ف | نقاط | التأهل                      |
| - | ------- | --- | - | - | - | ---- | --- | --- | ---- | --------------------------- |
| 1 | المغرب  | 3   | 2 | 1 | 0 | 5    | 1   | +4  | 7    | تقدم إلى مرحلة خروج المغلوب |
| 2 | مصر     | 3   | 2 | 0 | 1 | 6    | 1   | +5  | 6    | تقدم إلى مرحلة خروج المغلوب |
| 3 | زامبيا  | 3   | 1 | 1 | 1 | 4    | 6   | −2  | 4    |                             |
| 4 | موزمبيق | 3   | 0 | 0 | 3 | 1    | 8   | −7  | 0    |                             |

| المغرب       | 1–1   | زامبيا         |
| ------------ | ----- | -------------- |
| - البهجة 37' | تقرير | - تشيلومبا 87' |

| مصر               | 2–0   | موزمبيق |
| ----------------- | ----- | ------- |
| - ح. حسن 14'، 44' | تقرير |         |

| مصر                                | 4–0   | زامبيا |
| ---------------------------------- | ----- | ------ |
| - ح. حسن 34'، 57'، 71' - رضوان 80' | تقرير |        |

| المغرب                               | 3–0   | موزمبيق |
| ------------------------------------ | ----- | ------- |
| - شيبة 39' - الخطابي 40' - فرتوت 82' | تقرير |         |

| زامبيا                                 | 3–1   | موزمبيق       |
| -------------------------------------- | ----- | ------------- |
| - كيلامبي 16' - بواليا 43' - تيمبو 73' | تقرير | - أفيلينو 57' |

| المغرب     | 1–0   | مصر |
| ---------- | ----- | --- |
| - حاجي 90' | تقرير |     |

## مرحلة خروج المغلوب
في مرحلة خروج المغلوب، إذا كانت المباراة متساوية في نهاية 90 دقيقة من وقت اللعب العادي، سيتم لعب وقت إضافي (فترتان من 15 دقيقة لكل منهما). إذا كانت لا تزال متعادلة بعد الوقت الإضافي، تقرر المباراة من خلال ركلات الترجيح لتحديد الفائز.

### القوس
|  | ربع النهائي                   | ربع النهائي             |                                  |       | نصف النهائي          | نصف النهائي          |  |  | النهائي | النهائي |
|  |                               |                         |                                  |       |                      |                      |  |  |         |         |
|  | 20 فبراير – بوبو-ديولاسو      |                         |                                  |       |                      |                      |  |  |         |         |
|  |                               |                         |                                  |       |                      |                      |  |  |         |         |
|  | الكاميرون                     | 0                       |                                  |       |                      |                      |  |  |         |         |
|  | الكاميرون                     | 0                       | 25 فبراير – واغادوغو             |       |                      |                      |  |  |         |         |
|  | جمهورية الكونغو الديمقراطية   | 1                       |                                  |       |                      |                      |  |  |         |         |
|  | جمهورية الكونغو الديمقراطية   | 1                       | جمهورية الكونغو الديمقراطية      | 1     |                      |                      |  |  |         |         |
|  | 22 فبراير – واغادوغو (البلدي) |                         | جمهورية الكونغو الديمقراطية      | 1     |                      |                      |  |  |         |         |
|  |                               | جنوب إفريقيا (ب.و.إ.)   | 2                                |       |                      |                      |  |  |         |         |
|  | المغرب                        | جنوب إفريقيا (ب.و.إ.)   | 2                                | 1     |                      |                      |  |  |         |         |
|  | المغرب                        |                         | 28 فبراير – واغادوغو (4 أغسطس)   | 1     |                      |                      |  |  |         |         |
|  | جنوب إفريقيا                  | 2                       |                                  |       |                      |                      |  |  |         |         |
|  | جنوب إفريقيا                  | 2                       | جنوب إفريقيا                     | 0     |                      |                      |  |  |         |         |
|  | 21 فبراير – واغادوغو          |                         | جنوب إفريقيا                     | 0     |                      |                      |  |  |         |         |
|  |                               | مصر                     | 2                                |       |                      |                      |  |  |         |         |
|  | تونس                          | مصر                     | 2                                | 1 (7) |                      |                      |  |  |         |         |
|  | تونس                          | 25 فبراير – بوبوديولاسو |                                  | 1 (7) |                      |                      |  |  |         |         |
|  | بوركينا فاسو (ج.)             | 1 (8)                   |                                  |       |                      |                      |  |  |         |         |
|  | بوركينا فاسو (ج.)             | 1 (8)                   | بوركينا فاسو                     | 0     |                      |                      |  |  |         |         |
|  | 21 فبراير – واغادوغو (البلدي) |                         | بوركينا فاسو                     | 0     |                      |                      |  |  |         |         |
|  |                               | مصر                     | 2                                |       | مباراة المركز الثالث | مباراة المركز الثالث |  |  |         |         |
|  | ساحل العاج                    | مصر                     | 2                                | 0 (4) | مباراة المركز الثالث | مباراة المركز الثالث |  |  |         |         |
|  | ساحل العاج                    |                         | 27 فبراير – واغادوغو (البلدي)    | 0 (4) |                      |                      |  |  |         |         |
|  | مصر (ج.)                      | 0 (5)                   |                                  |       |                      |                      |  |  |         |         |
|  | مصر (ج.)                      | 0 (5)                   | جمهورية الكونغو الديمقراطية (ج.) | 4 (4) |                      |                      |  |  |         |         |
|  |                               |                         |                                  |       |                      |                      |  |  |         |         |
|  | بوركينا فاسو                  | 4 (1)                   |                                  |       |                      |                      |  |  |         |         |
|  | بوركينا فاسو                  | 4 (1)                   |                                  |       |                      |                      |  |  |         |         |

### ربع النهائي
| الكاميرون | 0–1   | جمهورية الكونغو الديمقراطية |
| --------- | ----- | --------------------------- |
|           | تقرير | - تونديلوا 30'              |

| تونس                                                                                            | 1–1 (ب.و.إ.) | بوركينا فاسو                                                                                               |
| ----------------------------------------------------------------------------------------------- | ------------ | --- |
| - القابسي 89'                                                                                   | تقرير        | - ك. ويدراوغو 45' (ركل.)                                                                                   |
| ركلات الترجيح                                                                                   |              | |
| - الرويسي - بدرة - البوعزيزي - الشيحي - الجلاصي - بية - القابسي - الغضبان - الهيشري - الطرابلسي | 7–8          | - س. تراوري - ف. سانو - نانا - تاليه - أ. ويدراوغو - زونغو - ب. تراوري - دياباتي - ليادي غنونكا - كوليبالي |

| ساحل العاج                                     | 0–0 (ب.و.إ.) | مصر                                   |
| ---------------------------------------------- | ------------ | ------------------------------------- |
|                                                | تقرير        |                                       |
| ركلات الترجيح                                  |              |                                       |
| - دومورو - غويل - ديوماندي - باكايوكو - واتارا | 4–5          | - رمزي - رضوان - كمونة - مصطفى - إمام |

| المغرب     | 1–2   | جنوب إفريقيا              |
| ---------- | ----- | ------------------------- |
| - شيبة 36' | تقرير | - ماكارثي 22' - نياثي 79' |

### نصف النهائي
| جمهورية الكونغو الديمقراطية | 1–2 (ب.و.إ.) | جنوب إفريقيا     |
| --------------------------- | ------------ | ---------------- |
| بيمبوانا-كيف 48'            | تقرير        | مكارثي 60'، 112' |

| بوركينا فاسو | 0–2   | مصر             |
| ------------ | ----- | --------------- |
|              | تقرير | ح. حسن 40'، 71' |

### مباراة المركز الثالث
| جمهورية الكونغو الديمقراطية                   | 4–4 (ب.و.إ.) | بوركينا فاسو                                   |
| --------------------------------------------- | ------------ | ---------------------------------------------- |
| مونغونغو 76'، 90' · كاسونغو 88' · توندلوا 89' | تقرير        | ويدراوغو 6' · بارو 52' · نابون 56' · تاليه 86' |
| ركلات الترجيح                                 |              |                                                |
| سيمبا · مامالي · كيسومبي · سيلينغي            | 4–1          | س. تراوري · ف. سانو ‏ · دياباتي                 |

### النهائي
| جنوب إفريقيا | 0–2   | مصر                   |
| ------------ | ----- | --------------------- |
|              | تقرير | أ. حسن 5' · مصطفى 13' |

#### الفائز
| بطل كأس الأمم الأفريقية 1998 |
| ---------------------------- |
| · مصر · للمرة الرابعة        |

## الإحصاءات

### الهدافون
عدد الأهداف المُسجلة  93 هدفًا  في 32 مباراة، بمتوسط 2.91 هدفًا في المباراة الواحدة.
7 أهداف
- بيني ماكارثي
- حسام حسن

4 أهداف
- جيري تونديلوا
- جويل تييهي

3 أهداف
- ألفونس تشامي
- سليمان أولاري

هدفان
- باولو سيلفا
- لوكينغي مونغونغو
- سعيد شيبة
- كاسوم ويدراوغو
- المهدي بن سليمان
- حسان القابسي
- زياد التلمساني
- إبراهيما باكايوكو
- تشيريسوا غويل
- إيليفاس شيفوتي
- جيرفاتيوس أوري كوب

هدف
- لازارو أوليفيرا
- ميغيل فرنسيسكو بيريرا
- يواكيم ألبرتو سيلفا
- بلال دزيري
- موسى صايب
- جوزيف-ديزيريه جوب
- بيير وومي
- أحمد البهجة
- علي الخطابي
- يوسف فرتوت
- مصطفى حاجي
- عمر بارو
- روميو كامبو
- سيدي نابون
- ألاسان ويدراوغو
- إبراهيما تاليه
- سيدو تراوري
- كوملان أسينيون
- فرانك دوتيه
- ماساماسو تشانغاي
- محمد قادر
- إيدي بيمبوانا-كيفي
- بانزا كاسونغو
- بابي كيموتو
- موندابا كيسومبي
- هلمان مكاليلي
- ديفيد نياثي
- لاسينا دياباتي
- أحمد واتارا
- كالوشا بواليا
- تينانت تشيلومبا
- روتسون كيلامبي
- ماساوسو تيمبو
- محمد غارغو
- سامويل جونسون
- أليكس نياركو
- أفيلينو
- ريكاردو مانيتي
- روبرت ناوسب
- سيمون أوتوني
- أحمد حسن
- طارق مصطفى
- ياسر رضوان

### الترتيب النهائي
وفقا للاتفاقية الإحصائية في كرة القدم، يتم اعتبار المباريات التي تقرر في الوقت الإضافي بمثابة انتصارات وخسائر، في حين يتم اعتبار المباريات التي تقررها ركلات الترجيح كتعادلات.
| م  | الفريق                      | لعب | ف | ت | خ | أ.له | أ.ع | أ.ف | نقاط | النتيجة النهائية       |
| -- | --------------------------- | --- | - | - | - | ---- | --- | --- | ---- | ---------------------- |
| 1  | مصر                         | 6   | 4 | 1 | 1 | 10   | 1   | +9  | 13   | البطل                  |
| 2  | جنوب إفريقيا                | 6   | 3 | 2 | 1 | 9    | 6   | +3  | 11   | الوصيف                 |
| 3  | جمهورية الكونغو الديمقراطية | 6   | 3 | 1 | 2 | 10   | 9   | +1  | 10   | المركز الثالث          |
| 4  | بوركينا فاسو                | 6   | 2 | 2 | 2 | 8    | 9   | −1  | 8    | المركز الرابع          |
|    |                             |     |   |   |   |      |     |     |      |                        |
| 5  | ساحل العاج                  | 4   | 2 | 2 | 0 | 10   | 6   | +4  | 8    | نُحي في ربع النهائي     |
| 6  | المغرب                      | 4   | 2 | 1 | 1 | 6    | 3   | +3  | 7    | نُحي في ربع النهائي     |
| 7  | تونس                        | 4   | 2 | 1 | 1 | 6    | 5   | +1  | 7    | نُحي في ربع النهائي     |
| 8  | الكاميرون                   | 4   | 2 | 0 | 2 | 5    | 4   | +1  | 6    | نُحي في ربع النهائي     |
|    |                             |     |   |   |   |      |     |     |      |                        |
| 9  | غينيا                       | 3   | 1 | 1 | 1 | 3    | 3   | 0   | 4    | نُحي في مرحلة المجموعات |
| 10 | زامبيا                      | 3   | 1 | 1 | 1 | 4    | 6   | −2  | 4    | نُحي في مرحلة المجموعات |
| 11 | غانا                        | 3   | 1 | 0 | 2 | 3    | 3   | 0   | 3    | نُحي في مرحلة المجموعات |
| 12 | توغو                        | 3   | 1 | 0 | 2 | 4    | 6   | −2  | 3    | نُحي في مرحلة المجموعات |
| 13 | أنغولا                      | 3   | 0 | 2 | 1 | 5    | 8   | −3  | 2    | نُحي في مرحلة المجموعات |
| 14 | ناميبيا                     | 3   | 0 | 1 | 2 | 7    | 11  | −4  | 1    | نُحي في مرحلة المجموعات |
| 15 | الجزائر                     | 3   | 0 | 0 | 3 | 2    | 5   | −3  | 0    | نُحي في مرحلة المجموعات |
| 16 | موزمبيق                     | 3   | 0 | 0 | 3 | 1    | 8   | −7  | 0    | نُحي في مرحلة المجموعات |

## وصلات خارجية
- التفاصيل في RSSSF